# ایلیا بیاکین
ایلیا بیاکین (روسی: Илъя Владимирович Бякин؛ زادهٔ ۲ فوریهٔ ۱۹۶۳) بازیکن هاکی روی یخ اهل اتحاد جماهیر شوروی سوسیالیستی بود.
از باشگاه‌هایی که در آن بازی کرده‌است می‌توان به ادمونتون اویلرز اشاره کرد.